# De divisione philosophiae
De divisione philosophiae (Über die Einteilung der Philosophie) ist eine Wissenschaftssystematik, die der Archidiakon Dominicus Gundissalinus nach seiner Niederlassung in Toledo 1140 in mittellateinischer Sprache erstellte. Im Prolog spricht sich Gundissalinus über die Absichten seines Werkes aus: Er will die Philosophie bzw. die Wissenschaft strukturieren und ihre Einzelteile darstellen. Der Autor verbindet eine intensive Kenntnis der antiken griechischen und lateinischen Naturphilosophen, die er während seiner Ausbildung in der Francia erwerben konnte, mit dem Studium der arabischen Kultur und Schriften, das ihm im Raum Toledo möglich war. Dadurch ist ein Text entstanden, der verschiedene Kultureinflüsse widerspiegelt und verbindet.

## Aufbau und Quellen
Gundissalinus teilt im Prolog die Philosophie ein in theoretisch und praktisch (theorica et practica) (Prolog 12). Die theoretische Philosophie gliedert er in Naturwissenschaften, Mathematik und Theologie bzw. Metaphysik (Prolog, 14). Die praktische Wissenschaft hingegen beschäftigt sich mit dem Umgang mit allen Menschen (Grammatik, Poetik, Rhetorik, Rechtswissenschaft), der Einrichtung des Hauses und der eigenen Lebensweise (Ethik, Moral) (Prolog, 16). Hierbei bezieht sich der Autor hauptsächlich auf den römischen Gelehrten Anicius Manlius Severinus Boethius, aber auch auf Aristoteles und die Philosophen Avicenna und al-Ghazālī aus dem arabischen Kulturraum. Auch bei al-Fārābī findet sich eine ähnliche, wenn auch leicht abweichende Einteilung.
Die Hauptquelle der dem Prolog folgenden Kapitel ist das Werk Über die Wissenschaften des arabischen Philosophen al-Fārābī. Gundissalinus hat diese Schrift ins Lateinischen übersetzt und übernimmt nun mehrfach längere Textstücke. Auch aus Isidors von Sevilla Etymologiae finden sich zahlreiche Zitate.

## Inhalt
Wichtige und interessante Kapitel sind:
- Die Naturwissenschaften (scientia naturalis)
- Über die göttliche Wissenschaft (de scientia divina)
- Über die Poetik (de poetica)
- Über die Medizin (de medicina)
- Über die Musik (de musica)
- Über die Geometrie (de geometria)
- Über die Astrologie (de astrologia)
- Über die Astronomie (de astronomia)
- Über die Erfindungen (de ingeniis)
- Über die Teile der praktischen Philosophie (de partibus practicae philosophiae)

Die meisten Kapitel leitet Gundissalinus mit einem leitfadenartigen Fragenkatalog zur Analyse der behandelten Wissensbereiche ein:
was ist sie (quid sit), welches ist ihre Gattung (quod genus eius), welcher Gegenstand (quae materia), welche Teile (quae partes), welche Unterarten (quae species), welches Instrument (quod instrumentum), welcher Künstler (quis artifex), welche Aufgabe (quod officium), welches Ziel (quis finis), warum sie so genannt werden (quare sic dicitur), welcher Nutzen (quae eius utilitas), in welcher Anordnung zu lesen (quo ordine legenda). Damit ist der Autor im Einklang mit der sich gleichzeitig entwickelnden Wissenschaftstheorie der Philosophen in Paris (Petrus Helias) und Chartres (Thierry von Chartres). Aber auch Avicenna hat eine philosophische Schrift über die Fragen Ob (es existiert)? Was ist das? Wie ist das? Warum ist das? in Abhängigkeit von aristotelischem Gedankengut erstellt.

### Über die Poetik
Gundissalinus definiert Poetik als die Wissenschaft, Lieder im Versmaß (metrice) zu verfassen. Das Versmaß beruht auf einer Dehnung und Verkürzung der Silben. In ähnlicher Weise definiert al-Fārābīs die „Gewichtung“ im Sinne von Metrum zum wesentlichen Teil der Regeln von den Versen. Er führt das aber nicht weiter aus, sondern geht im Folgenden auf Besonderheiten der arabischen Poetik ein. Gundissalinus hingegen stellt die antiken Versmaße, wie Hexameter, Daktylus. usw. dar und folgt dabei Isidor von Sevilla. Eine weitere Quelle ist das, im Mittelalter weit verbreitete Buch De Arte Metrica des Theologen und Wissenschaftlers Beda Venerabilis. Hier findet er (in Kap. 24) den Begriff des Rhythmus. Beda folgend definiert Gundissalinus den Rhythmus als eine Abstimmung ohne metrisches Verhältnis, wobei die Silbenzahl aus der Eingängigkeit des Hörens folgt. Er findet ihn bei Kirchenhymnen, aber auch bei bäuerlichen Volksdichtern (vulgäres poetae quamvis rustice), wobei gelegentlich auch der Endreim auftritt.

### Über die Geometrie
Geometrie ist die Wissenschaft von den Größen und den Formen. Diese Definition übernimmt Gundissalinus von Isidor von Sevilla. Er hatte die Geometrie als Teil der Mathematik und daher als theoretische Philosophie (siehe „Aufbau und Quellen“) definiert. In diesem Kapitel aber unterteilt er die Geometrie in eine praktische (angewandte) und eine theoretische und folgt damit al-Fārābī Die betreibenden Künstler der praktischen Geometrie sind die fabri = Handwerker, Waffenschmiede, Zimmerleute etc. und die mensores = Messer, Feldmesser. Hierdurch besteht eine Beziehung zu dem späteren Kapitel „Über die Erfindungen“.
Bezüglich der theoretischen Geometrie beruft sich der Autor auf Euklid, dessen Werk Die Elemente in Toledo sowohl arabisch als auch in der lateinischen Übersetzung des Gerhard von Cremona vorlagen. Er nennt ihn und skizziert seine Konstruktion eines gleichseitigen Dreiecks (Die Elemente, Buch I, §1).

### Über Astronomie und Astrologie
Nach Gundissalinus gibt es zwei Wissenschaften von den Sternen, eine vom Lauf der Gestirne und Sternbilder, der von forschender Vernunft untersucht wird und die Fähigkeit, daraus die Wahrsagung der Zukunft vorzunehmen. Ähnlich unterscheidet Isidor von Sevilla die Astronomie, die Lehre von den Kreisen und Gestirne von der abergläubischen Astrologie. Gundessalinus benutzt die Begriffe aber in umgekehrter Weise – Astronomie für die abergläubische Betrachtung, Astrologie für die wissenschaftliche – obwohl er Isidor von Sevilla namentlich zitiert.
Teile der „Astrologie“ sind:
- Kosmologie, Aufbau von Weltall, Sternzeichen; insbesondere die Unbeweglichkeit der Erde
- Bewegung der Himmelskörper, Sterne, Nicht-Sterne (Planeten), Sonnen- und Mondfinsternisse
- Klimazonen der Erde

So unterteilt auch al-Fārābī die Astronomie. Weitere Themen in den Etymologiae oder gar im Almagest des Ptolemäus, den Gundissalinus als bedeutenden Forscher würdigt, werden vernachlässigt.
Auch die „Astronomie“ behandelt den Lauf der Gestirne, ihre Auf- und Untergänge. Ihr Ziel ist es aber, daraus Urteile über Vergangenheit, Gegenwart und Zukunft zu gewinnen. wodurch sie teils Naturwissenschaft, teils Aberglaube (lat. superstitio) ist. In diesem Kapitel wird das Astrolabium als ein Instrument eingeführt, durch das die genauen Stunden der Auf- und Untergänge von Sonne und Sternbildern erfasst werden können.

### Über die Erfindungen
Die Erfindungen werden so definiert: Die Erfindungswissenschaften (scientia de ingeniis) lehren, ... wie die natürlichen Körper ... durch ein gewisses künstlerisches Geschick so zusammengefügt werden, dass der Nutzen, den wir erstreben (usus, quem quaerimus), aus ihnen hervorgeht.
Gundissalinus fasst die Erfindung als eine der sieben Bestandteile der Mathematik auf, zusammen mit Arithmetik, Geometrie, Musik usw. Damit folgt er al-Fārābī. Ebenso übernimmt er seine Ausführungen zu dem Thema fast wörtlich aus dessen Werk Al-Fārābī aber verwendet hier frühere Naturphilosophen, wie die Brüder Banū Mūsā (Buch der Erfindungen), wobei diese Gedanken ihren Ursprung in den Werken griechischer Autoren, wie Heron von Alexandria finden. Zur Verdeutlichung verweist der Autor auf Musikinstrumente, Waffenschmiede u. a. und bezeichnet sie als „praktische Künste“ (artes practicae). Diese Gedanken greift er im Kapitel „Über die Teile der praktischen Philosophie“ erneut auf und spricht im Zusammenhang mit der Bearbeitung von Wolle, Erzen u. a. von „handwerklichen oder mechanischen Künsten“ (artes fabriles sive mechanicae). Damit führt er eine ähnliche Abgrenzung der mechanica innerhalb der Wissenschaften durch wie Hugo von St. Viktor in seinem Studienbuch Didascalicon. das Gundissalinus auch bekannt war, Gundissalinus nimmt aber, über Hugo von St. Viktor hinausgehend, für die mechanischen Künste die Gesetze der Geometrie und Physik in Anspruch er betrachtet sie ja auch als Bestandteil der Mathematik. Diese Wissenschaftseinteilung erlangte im Mittelalter größere Bedeutung als das Didascalicon.

## Überlieferung und Weiterleben
Die Wirkungsgeschichte der De divisione philosophiae ist wenig erforscht. Es gibt Hinweise darauf, dass das Werk von den zeitgleichen oder wenig später lehrenden Scholastikern der Pariser Universität rezipiert wurde. Gesichert scheint, dass Michael Scotus und Robert Kilwardby von ihr beeinflusst wurden. Es wurden zahlreiche Handschriften überliefert. Auf der Basis von 5 Handschriften erstellte Ludwig Baur 1903 eine Edition. 2007 erschien eine Edition mit Übersetzung in die deutsche Sprache durch Alexander Fidora und Dorothée Werner.

## Textausgaben und Übersetzungen
- Ludwig Baur: Edition in Beiträge zur Geschichte der Philosophie des Mittelalters IV, 2-3. Münster 1903.
- Alexander Fidora, Dorothée Werner: Dominicus Gundissalinus/De divisione philosophiae/Über die Einteilung der Philosophie. Freiburg im Breisgau 2007.
- Franz Schupp: Al-Fārābī: Über die Wissenschaften/De scientiis. (= Philosophische Bibliothek. Band 568). Nach der lateinischen Übersetzung von Gerhard von Cremona. Hamburg 2005. (lateinisch, deutsch)

## Einzelbelege
1. ↑  Alexander Fidora: Die Wissenschaftstheorie des Dominicus Gundissalinus. 2.2.2 Die boethianische Einteilung der Wissenschaften gemäß ihren Gegenständen
2. ↑  (Prolog, Anmerkungen)
3. ↑  Miklos Maroth: Die Araber und die antike Wissenschaftstheorie. IV Das System der Wissenschaften, Leiden / New York / Köln 1994.
4. ↑  Alexander Fidora, Dorothée Werner: Dominicus Gundissalinus/De divisione philosophiae/Über die Einteilung der Philosophie. Anmerkungen zum Text
5. ↑  Helmuth Gericke: Mathematik im Abendland. S. 82.
6. ↑  Alexander Fidora: Die Wissenschaftstheorie des Dominicus Gundissalinus. 2.3. Gundissalinus und Isidor von Sevilla
7. ↑  Alexander Fidora: Die Wissenschaftstheorie des Dominicus Gundissalinus. 2.3. Gundissalinus und Isidor von Sevilla
8. ↑  Miklos Maroth: Die Araber und die antike Wissenschaftstheorie. II Die Fragen bei den arabischen Philosophen, Leiden / New York / Köln 1994.
9. ↑  al-Fārābī: De scientiis. Kap. I, B 94vb/P 144va/G 223rb
10. ↑  Franz Schupp: Al-Fārābī: Über die Wissenschaften/De scientiis, 1. Kapitel, S. 156, Anm. 67,71
11. ↑  Isidor von Sevilla: Etymologiae. I,39
12. ↑  Isidor von Sevilla: Etymologiae. II,24
13. ↑  al-Fārābī: De scientiis. Kap. III, B 97ra/P 147rb/G 225 vb
14. ↑  Alexander Fidora: Die Wissenschaftstheorie des Dominicus Gundissalinus. 2.2.4 Die boethianische Axiomatik der Wissenschaften
15. ↑  Isidor von Sevilla: Etymologiae. III,27
16. ↑  al-Fārābī: De scientiis. Kap. III, B 97vb/P 148rb/G 226va
17. ↑  al-Fārābī: De scientiis. Introductio, B 94ra/P 143va/G226va
18. ↑  Alexander Fidora, Dorothée Werner: Dominicus Gundissalinus/De divisione philosophiae/Über die Einteilung der Philosophie. S. 233, Anm. 261.
19. ↑  Franz Schupp: Al-Fārābī: Über die Wissenschaften/De scientiis, 3. Kapitel, S. 233f, Anm. 100.
20. ↑  Peter Sternagel: Die artes mechanicae im Mittelalter. 7. Hugo von St. Viktor
21. ↑  Alexander Fidora, Dorothée Werner: Dominicus Gundissalinus/De divisione philosophiae/Über die Einteilung der Philosophie. S. 118, Anm. 89.
22. ↑  Peter Sternagel: Die artes mechanicae im Mittelalter. 8. Dominicus Gundissalinus und Johannes von Salisbury
23. ↑  Franz Schupp: Al-Fārābī: Über die Wissenschaften/De scientiis, Einleitung 2.3.
24. ↑  Alexander Fidora, Dorothée Werner: Dominicus Gundissalinus/De divisione philosophiae/Über die Einteilung der Philosophie. Einleitung S. 40ff.